# Poecilognathus relativitae
Poecilognathus relativitae är en tvåvingeart som först beskrevs av Neal L. Evenhuis 1985.  Poecilognathus relativitae ingår i släktet Poecilognathus och familjen svävflugor.
Artens utbredningsområde är Kalifornien. Inga underarter finns listade i Catalogue of Life.